# Shinji Himeno
Shinji Himeno (jap. 姫野 慎二, Himeno Shinji; * 1966 in Tokushima, Japan) ist ein Maler, der in Berlin lebt und arbeitet und stilistisch dem Magischen Realismus nahesteht.

## Leben
1966 wurde Shinji Himeno in Tokushima, Japan, geboren. 1988 zeigte ihm in Tokio die Frau des japanischen Botschafters aus Bonn in einer deutschen Zeitschrift das Bauernkriegspanorama von Werner Tübke in Bad Frankenhausen. Die Begegnung mit diesem monumentalen Gemälde in altmeisterlicher Manier beeindruckte Shinji Himeno so sehr, dass er beschloss, nach Deutschland zu gehen, um dessen künstlerisches Handwerk zu erlernen. Nach dem Fall der Mauer 1989 siedelte er daher zunächst nach Berlin um. Im Herbst 1991 fuhr Shinji Himeno zu einer Vernissage nach Leipzig, wo er Werner Tübke, Vertreter der sogenannten Leipziger Schule, persönlich begegnete. Er erzählte ihm, dass er mit dem Wunsch nach Deutschland gekommen sei, bei ihm zu studieren. Zu dieser Zeit unterrichtete Werner Tübke allerdings schon selbst nicht mehr an der Hochschule für Grafik und Buchkunst in Leipzig, empfahl ihm aber auf jeden Fall ein Studium an der bekannten Kunstakademie. So absolvierte Shinji Himeno sein Grundstudium bis 1993 in Leipzig und wechselte für das Hauptstudium an die Akademie der Bildenden Künste Wien. Hier schloss er sein Studium 1997 als Meisterschüler von Arik Brauer ab, einem der Hauptvertreter der Wiener Schule des Phantastischen Realismus.
Shinji Himeno lebt und arbeitet seit 1997 Berlin.

## Ausstellungen
seit 1997 in der Galerie Rutzmoser in München, dem Österreichischen Tabakmuseum in Wien, Innsbruck und Linz sowie in der Galerie Schwind, Leipzig | Frankfurt am Main und der Collectie Harms, Rolde (Niederlande)